# Viktor Kulikov
Viktor Georgievich Kulikov (em russo: Виктор Георгиевич Куликов; Verkhnyaya Lyubovsha, Província de Oriol, 5 de julho de 1921 - Moscou, 28 de maio de 2013) foi o Comandante-em-Chefe das Forças Armadas Unidas do Pacto de Varsóvia de 1977 a 1989. Recebeu o posto de Marechal da União Soviética em 14 de janeiro de 1977 e, em 1981, foi condecorado como Herói da União Soviética por ocasião de seu sexagésimo aniversário.

## Biografia

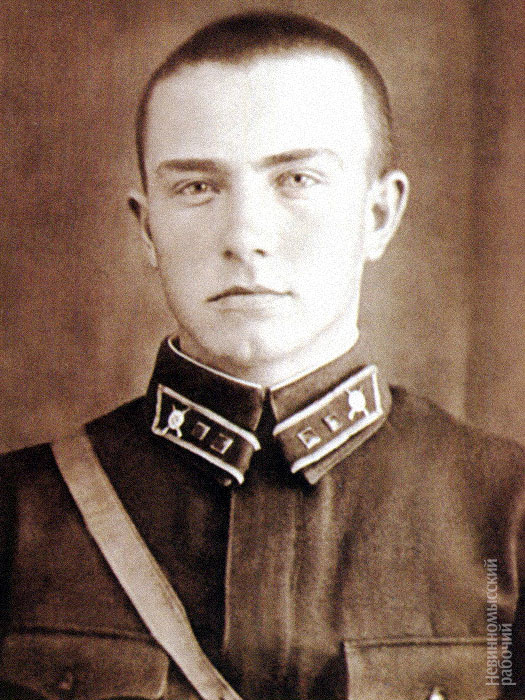
O então tenente Kulikov em 1941

Viktor Kulikov nasceu em uma família camponesa pobre. De etnia russa, sua família fugiu da fome para o sul, estabelecendo-se na região de Stavropol. Em 1938, concluiu o ensino secundário na Escola Ferroviária nº 5 da cidade de Nevinnomyssk.  
Ingressou no Exército Vermelho em 1939 e estudou na Escola Militar de Infantaria de Grozny, formando-se como tenente em junho de 1941.

"Meu destino era uma designação para o Distrito Militar Especial de Kiev, na cidade de Vladimir-Volynsky, bem na fronteira com a Polônia ocupada pelos alemães. Ao chegar ao meu posto na 41.ª Divisão Blindada (22.º Corpo Mecanizado, 5.º Exército), fui designado vice-comandante da companhia de reconhecimento do 41.º Batalhão de Reconhecimento. Fiquei hospedado na casa de uma jovem polonesa. Por volta do dia 15, a dona da casa me disse: ‘Senhor tenente, dizem que do outro lado a guerra começará no dia 22…’"

### Grande Guerra Patriótica
Participou da Grande Guerra Patriótica (1941–1945):  
- A partir de junho de 1941, foi comandante de uma companhia de motocicletas na 41.ª Divisão Blindada, na Frente Sudoeste.
- Em outubro de 1941, tornou-se comandante de um pelotão de reconhecimento da 143.ª Brigada Blindada Independente, no centro blindado e automotivo de Moscou, lutando na Frente Ocidental.
- A partir de fevereiro de 1942, serviu como chefe do estado-maior de um batalhão de tanques e, posteriormente, de uma brigada de tanques na Frente de Kalinin.
- Em fevereiro de 1943, foi nomeado vice-chefe do estado-maior da brigada para operações e, de agosto de 1943 a maio de 1945, atuou como chefe do estado-maior da 143.ª Brigada Blindada na 1ª Frente Báltica e na 2ª Frente Bielorrussa. Em fevereiro de 1945, a unidade foi renomeada para 66.ª Brigada Independente de Artilharia Autopropulsada Pesada de Guardas.[4]

Lutou em diversas operações e batalhas, incluindo a defesa da Ucrânia Ocidental, a Batalha de Moscou, a Batalha de Rzhev, e as operações de Smolensk, Bielorrússia, Báltico, Prússia Oriental, Pomerânia Oriental e Berlim.  
Tornou-se membro do Partido Comunista da União Soviética em 1942.

### Serviço pós-guerra

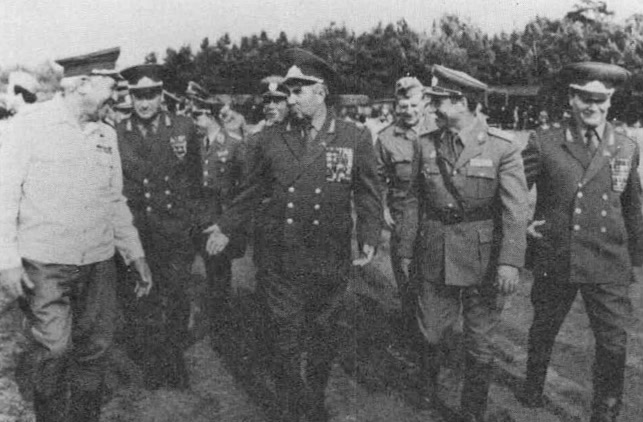
Marechal da União Soviética Kulikov (ao centro) na RDA, 1980.

A partir de outubro de 1945, tornou-se vice-comandante do 3.º Regimento de Tanques da Guarda, pertencente à 3.ª Divisão de Tanques da Guarda do Grupo de Forças do Norte, na Polônia. Em 1947, concluiu a Escola Superior de Oficiais de Forças Blindadas e Mecanizadas de Leningrado e serviu nos estados-maiores de regimentos de tanques nos distritos militares da Bielorrússia e do Turquestão.  
Formou-se na Academia Militar M. V. Frunze em 1953. Após a formatura, comandou o 155.º Regimento Mecanizado e, posteriormente, tornou-se chefe do estado-maior. Em julho de 1955, assumiu o comando da 69.ª Divisão Mecanizada no Distrito Militar de Odessa e, em maio de 1957, passou a comandar a 118.ª Divisão Motorizada.  

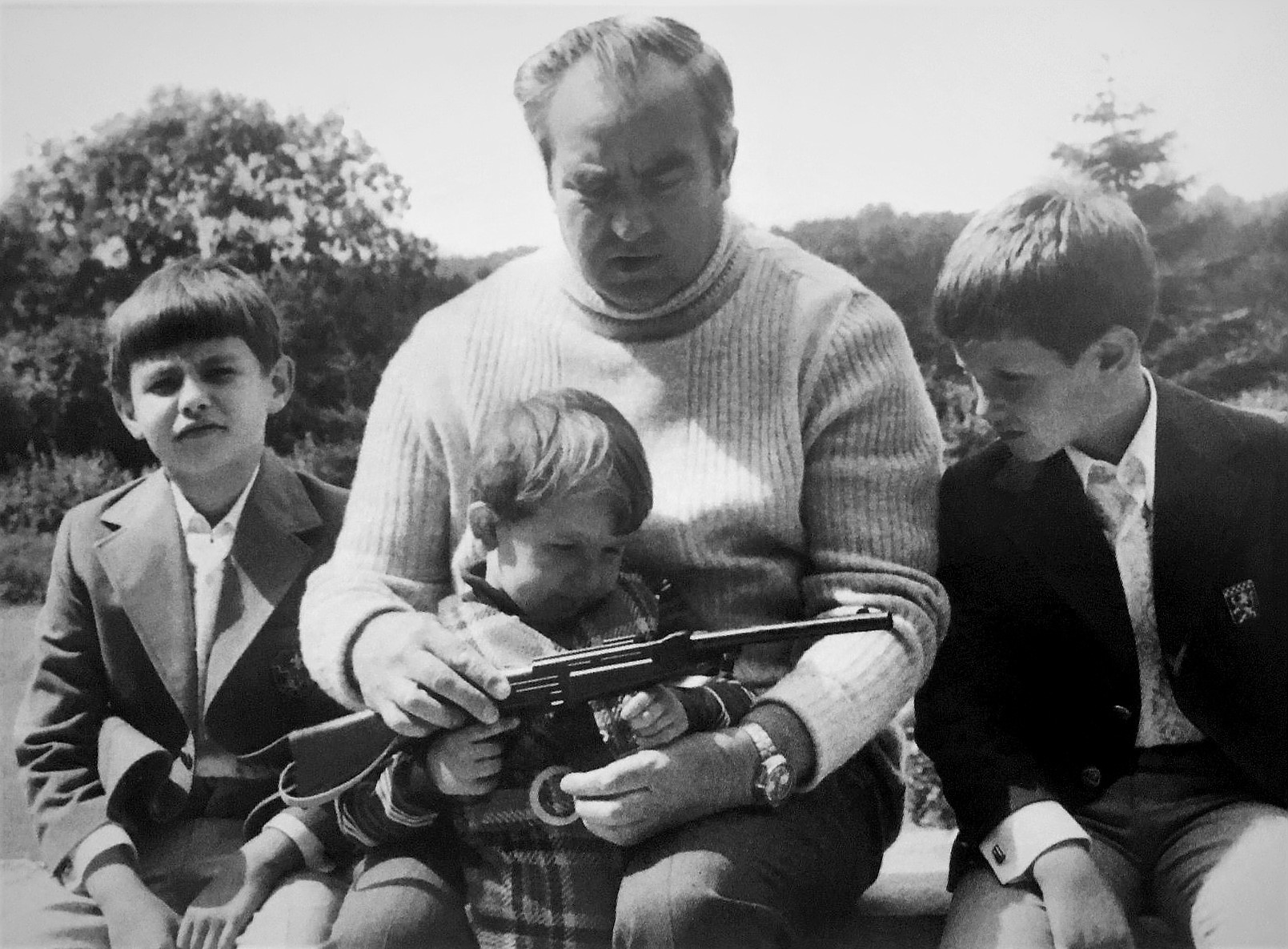
Kulikov de férias na Alemanha, junto com seus netos Sergei, Nikolai e Alexei.

Após concluir a Academia do Estado-Maior General das Forças Armadas da URSS em 1959, foi vice-comandante para treinamento de combate e chefe do Departamento de Treinamento da 5.ª Exército Blindado de Guardas no Distrito Militar da Bielorrússia, entre novembro de 1959 e março de 1961. Em 1961–1962, esteve na República de Gana como chefe do grupo de especialistas militares soviéticos, prestando assistência técnica às Forças Armadas do país. A partir de fevereiro de 1962, tornou-se primeiro vice-comandante do 6.º Exército no Distrito Militar de Leningrado e, em 8 de junho de 1964, foi nomeado comandante do 6.º Exército de Armas Combinadas da Guarda (quartel-general em Petrozavodsk). Posteriormente, comandou o 2.º Exército de Tanques de Guarda no Grupo de Forças Soviéticas na Alemanha.  
Em 4 de maio de 1967, por recomendação de Leonid Brejnev, foi nomeado comandante das forças do Distrito Militar de Kiev. Em 1969, concluiu os Cursos Acadêmicos Superiores da Academia do Estado-Maior General das Forças Armadas da URSS. Em 31 de outubro de 1969, tornou-se Comandante do Grupo de Forças Soviéticas na Alemanha. De 21 de setembro de 1971 a 8 de janeiro de 1977, ocupou o cargo de Chefe do Estado-Maior Geral das Forças Armadas da URSS e primeiro vice-ministro da Defesa da URSS. Em 9 de abril de 1971, passou a integrar o Comitê Central do Partido Comunista da União Soviética, onde permaneceu até 25 de abril de 1989. Em janeiro de 1977, foi nomeado Comandante Supremo das Forças Armadas Unidas dos países-membros do Pacto de Varsóvia e primeiro vice-ministro da Defesa da URSS, cargo que exerceu até fevereiro de 1989. Entre fevereiro de 1989 e janeiro de 1992, atuou como Inspetor-Geral do Grupo de Inspetores-Gerais do Ministério da Defesa da URSS. A partir de janeiro de 1992, passou a ser conselheiro do Comandante Supremo das Forças Armadas Unidas dos países-membros da Comunidade dos Estados Independentes (CEI).  
Foi deputado do Conselho das Nacionalidades do Soviete Supremo da URSS, de 1966 a 1989, representando a República Socialista Soviética da Armênia, e deputado do Povo da URSS entre 1989 e 1991.

### Aposentadoria

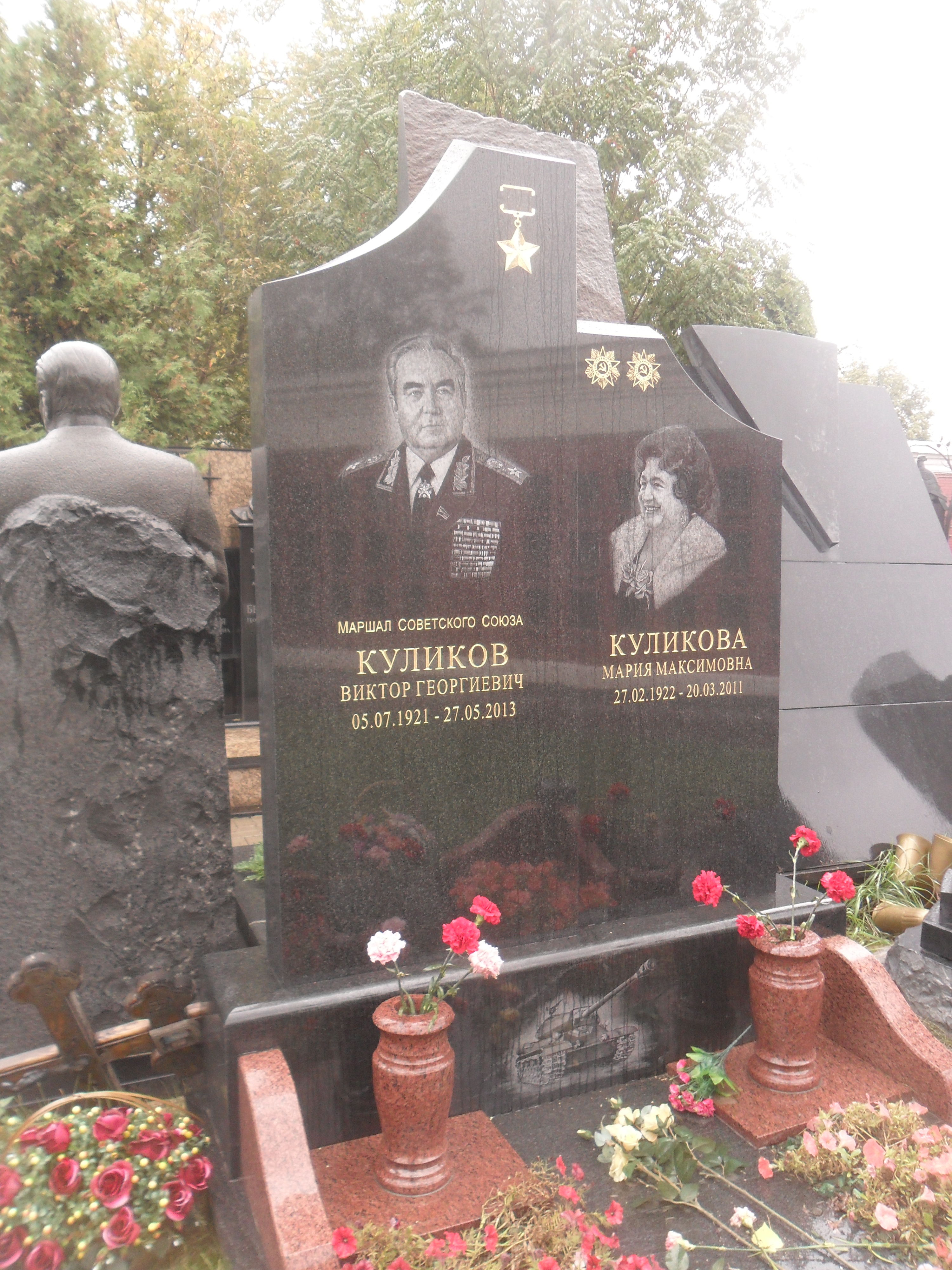
Túmulo de Kulikov e sua esposa

Após sua aposentadoria em 1992, Kulikov tornou-se conselheiro do Ministério da Defesa da Federação Russa em maio do mesmo ano. Entre 1999 e 2003, foi deputado da terceira convocação da Duma Estatal da Federação Russa, onde presidiu o Comitê de Assuntos dos Veteranos.  
Também foi membro do Conselho Superior do partido "Rússia Unida" e dedicou-se à escrita de memórias. Em 9 de maio de 1995, participou da parte histórica do desfile na Praça Vermelha.  
Faleceu em 28 de maio de 2013, em Moscou. Foi sepultado no Cemitério Novodevichy em 31 de maio de 2013, ao lado de sua esposa, Maria Maksimovna Kulikova (1922–2011), que serviu como enfermeira cirúrgica durante a Grande Guerra Patriótica.  
Ele deixou duas filhas, Valentina e Lídia.

## Fatos e homenagens
Foi o quinto Marechal da União Soviética a atingir 90 anos de idade, juntamente com Semion Budionny, Sergei Sokolov, Vasily Petrov e Dmitri Iazov.  
Foi o segundo marechal com maior tempo de permanência no posto, totalizando 36 anos, sendo superado apenas por Semion Budionny, que manteve a patente por 37 anos (de novembro de 1935 a outubro de 1973).  
A Escola nº 5 da cidade de Nevinnomyssk, onde estudou, e uma escola primária em Verkhnyaya Lyubovsha receberam seu nome.  
Em 2 de fevereiro de 2018, uma placa memorial em homenagem a Viktor Kulikov foi instalada em Moscou, na rua Spiridonovka, nº 18.